# Al-Asraf Ínál egyiptomi szultán
Al-Asraf Ínál, azaz Szajf ad-Dín Abu n-Naszr Ínál al-Alái az-Záhiri (1380 k. – Egyiptom, Kairó, 1461. február 26.) az egyiptomi cserkesz (elterjedt, de pontatlan elnevezéssel burdzsi) mamlúkok tizenharmadik szultánja volt (uralkodott 1453 áprilisától haláláig). Teljes titulusa al-Malik al-Asraf, melynek jelentése „a legnemesebb király”. Ritkás szakálla miatt az al-Adzsrúd gúnynévvel illették.

## Útja a trónig
A cserkesz származású Ínált 1397-ben vásárolta meg egy Alá ad-Dín nevű kereskedő (innen nevében az al-Alái tag), aki az-Záhir Barkúk szultánnak adta el (ur. 1382–1399), akitől az az-Záhiri névelemet kapta meg. Barkúk utódja, an-Nászir Faradzs (1399–1412) idején ért véget a kiképzése, és ekkor került a szultáni testőrségbe (hásszakijja), de karrierje csak 1421-től kezdett igazán emelkedni: ekkor, a csecsemőkorú al-Muzaffar Ahmad idején (1421) tízes emír lett, majd al-Asraf Barszbáj (1422–1438) alatt negyvenes emír és a testőrségi parancsnok (rasz an-nauba), végül 1428-ban a palesztinai Gáza helytartójává lépett elő. Ilyen minőségben részt vett a szultán Akkojunlu elleni hadjárataiban, majd 1433-ban a határvidéki Edessza helytartójává nevezték ki, ahol számos kisebb összecsapásban vett részt az ellenséges szomszédok ellen. 1437-től a szíriai Szafadban helytartóskodott.
1439-ben visszatért Kairóba, ahol a szintén Alá ad-Díntől Barkúkhoz került az-Záhir Csakmak (1438–1453) a szultáni mamlúkok parancsnokává (mukaddam), majd 1442-ben davádárrá nevezte ki. Részt vett a Rodosz ellen indított sikertelen expedíciókban 1442-ben és 1444-ben, majd 1446-ban a hadsereg főparancsnokává (atabég), azaz a birodalom legrangosabb személyiségévé lépett elő. 1453. február 13-án bekövetkező halála előtt néhány nappal az öreg Dzsakmak szultán úgy próbálta biztosítani fia, a tizennyolc esztendős Uszmán öröklését, hogy lemondott a javára. Bár Uszmán már felnőtt volt, szilárd bázis híján képtelen volt megtartani hatalmát: a 73 éves Ínál al-Alái kevesebb mint két hónap után megbuktatta, és átvette tőle a hatalmat.

## Uralkodása
Ínál uralkodása nem volt túlzottan eseménydús. 1453. október 27-én II. Mehmed, az Oszmán Birodalom szultánja követei útján üdvözölte Ínált a trónon, egyúttal büszkén jelentette számára Konstantinápoly meghódítását. A kereszténység eme évezredes bástyájának bukása euforikus örömöt váltott ki a Mamlúk Birodalomban is: Kairót kivilágították és utcai ünnepségeket rendeztek, illetve gratuláló követséget menesztettek Isztambulba. Az eset azonban jelezte a két szultánság közti erőviszonyok oszmánok javára történő eltolódását. Ínál mindvégig jó viszonyra törekedett Mehmeddel: sikeres hadjáratot indított az oszmánokkal rivalizáló Karamánidák ellen, hogy megakadályozza kilikiai terjeszkedésüket, és az Akkojunlut vezető Uzun Haszan Malatya elleni támadását is kivédte. (E hadjáratokat a későbbi szultán, Huskadam vezette.)
A másik komolyabb fejlemény a Barszbáj kora óta adófizető státuszban lévő Cipruson jelentkezett: 1458-ban meghalt II. János király, és lánya, Sarolta örökölte trónját. János törvénytelen fia, Jakab nicosiai érsek azonban magának követelte a koronát, és ebben Ínál is támogatta: flottát és sereget biztosított számára, amivel el tudta foglalni Nicosiát, ám a mamlúk hadsereg súlyos veszteségeket szenvedett, és egy idő után hazatért. A rivalizálás csak a szultán halála után ért véget Sarolta menekülésével.
Ínál uralkodása alatt fokozódott a mamlúksereg megbízhatatlansága, fegyelmének lazulása és harcértékének csökkenése, noha ez a csoport korábban a szilárd uralkodói hatalom bázisa volt. 1455-ben Ínál például nem merte a szokásos nyilvános áldozatot bemutatni egy ünnepség alkalmával, mert attól tartott, hogy saját háztartásának mamlúkjai megkövezik. (A válságot egyébként megoldotta, és az esetben kompromittálódott al-Káim kalifát fivérével, al-Musztandzsiddal váltotta le.) Ettől az időtől fogva váltak rendszeressé a mamlúk katonák tüntetései, demonstrációi, ami aláásta a szultánság közbiztonságát.
Ínál nyolcvan- vagy nyolcvanegy éves korában hunyt el 1461. február 26-án. Oly sok elődjéhez hasonlóan megpróbálta fia, Ahmad számára biztosítani a trónt, ám a szokásos mamlúk forgatókönyv szerint gyermekét rövidesen egy felnőtt, befolyásos politikus tette le Huskadam személyében, aki már – elődeivel ellentétben – nem Barkúk, hanem al-Muajjad Sajh (1412–1421) háznépéhez tartozott, új „szultángenerációt” indítva útjára.